# Austrocylindropuntia cylindrica
Austrocylindropuntia cylindrica is een cactussoort uit het geslacht Austrocylindropuntia. De soort komt voor in het hoogland van Centraal-Ecuador en in de Peruaanse regio Piura, waar hij groeit tot op hoogtes van ongeveer 3500 meter.
De soort op de Rode Lijst van de IUCN geklasseerd als 'gevoelig'.